# دیک بلیک (شناگر)
دیک بلیک (به انگلیسی: Dick Blick) (زادهٔ ۲۹ ژوئیهٔ ۱۹۴۰) شناگر اهل ایالات متحده آمریکا است.